# JR貨物タキ1300形貨車
JR貨物タキ1300形貨車（JRかもつタキ1300がたかしゃ）は、2023年（令和5年）から製作されているセメント専用の貨車（タンク車）である。太平洋セメントが所有する私有貨車で、日本貨物鉄道（JR貨物）に車籍編入されている。　　　　　　　　　　　　　　　　　　　　　　　　　　　　　　　　　　　　　　　　　　　　　　　　　　　　　　　　　　　　　　　　　　　　　　　　　　　　　　　　　　　　　　　　　　　　　

## 概要
セメント専用のタンク車が製造されるのは、タキ1900形の1981年（昭和56年）以来42年ぶりである。
記号番号表記は特殊標記符号「コ」（全長 12 m 以下）を前置し「コタキ」と標記する。
車体は白地に紺色の帯で、常備駅は東藤原駅と標記されている。構造はこれまでとは一新し、ハッチは中央に1つのみとし、ハシゴや取り卸し口は藤原工場と四日市港の出荷センターの設備の構造に合わせ片面のみと簡略された姿となっている。台車はTR213H（TR213の派生）が採用された。

## 運用
2023年10月18日にタキ1300-1が日本車輌製造豊川製作所を出場しており、出場時にはJR貨物の事業用コンテナ「リサーチキャビン」を積載したコキ104形コキ104-668が連結されていた。10月27日、11月1日、11月8日には西浜松駅 - 静岡貨物駅間でEF210形の牽引による試運転が行われた。
11月15日から16日にかけて西浜松駅から稲沢駅経由で三岐鉄道三岐線と接続する富田駅へ輸送され、11月16日には三岐鉄道ED45形ED452・ED453の重連の両端先頭部に「タキ1300 祝 初入線」のヘッドマークが掲出された。
本形式の投入により、タキ1900形が撤退する見込みである。